# Konopnica (Kriva Palanka)
Konopnica (macedónul: Конопница) település Észak-Macedóniában, a Északkeleti körzetben, Kriva Palanka községben.

## Népesség
| Lakosok száma | 1462 | 1652 | 1569 | 1637 | 1965 | 2363 | 2450 | 1398 | 1288 |
|               | 1948 | 1953 | 1961 | 1971 | 1981 | 1991 | 1994 | 2002 | 2021 |

- 2002-ben 1398 lakosa volt, akik közül 1395 macedón, 2 szerb és 1 egyéb.